# Ammoides
Ammoides es un género de plantas que comprende cuatro especies pertenecientes a la familia de las apiáceas. Son nativos del norte de África y sudeste de Europa.

## Descripción
Son hierbas anuales, glabras. Hojas 2 pinnatisectas con segmentos filiformes. Inflorescencias con radios muy delgados, sin bráctes, con bracteolas. Dientes del cáliz ausentes. Pétalos marcadamente emarginados, blancos. Frutos del contorno elipsoideo o subgloboso, comprimidos lateralmente, con 1 vita por valécula y 2 vitas comisurales. Endospermo plano.

## Taxonomía
El género fue descrito por Michel Adanson y publicado en Familles des Plantes 2: 96, 516. 1763. La especie tipo es: Seseli ammoides L. 

## Especies
- Ammoides arabica (T.Anderson) M.Hiroe
- Ammoides atlantica (Coss. & Durieu) H.Wolff
- Ammoides pusilla (Brot.) Breistr.
- Ammoides verticillata (Desf.) Briq.